# Joe Hulme
Joseph Harold Anthony "Joe" Hulme (ur. 26 sierpnia 1904 – zm. 27 września 1991) był angielskim piłkarzem, trenerem i krykiecistą. Karierę zaczynał w Stafford YMCA, później zaś reprezentował barwy York City, Blackburn Rovers, Arsenalu i Huddersfield Town. Po zakończeniu kariery przez cztery lata był menadżerem Tottenhamu Hotspur. Zmarł w 1991 roku w wieku 87 lat.

## Sukcesy

### Jako piłkarz
Arsenal
First Division
Mistrz Anglii (1): 1930/1931, 1932/33, 1933/34, 1934/35
Puchar Anglii
Zdobywca (2): 1929/1930, 1935/1936
Finalista (7): 1926/1927, 1931/1932
Huddersfield Town
Puchar Anglii
Finalista (7): 1937/1938